# توی ترانگ
توی ترانگ (ویتنامی: Thuỳ Trang؛ ۱۴ دسامبر ۱۹۷۳ – ۳ سپتامبر ۲۰۰۱) یک هنرپیشه اهل ایالات متحده آمریکا بود.
از فیلم‌ها یا برنامه‌های تلویزیونی که وی در آن نقش داشته است می‌توان به کلاغ: شهر فرشتگان، ضد جاسوسی اشاره کرد.